# Premi Suzanne Bianchetti
El Premi Suzanne Bianchetti és un premi francès de la Societat d'Autors i Compositors Dramàtics (SACD), que s'atorga cada any des de 1937 a la jove actriu més prometedora.

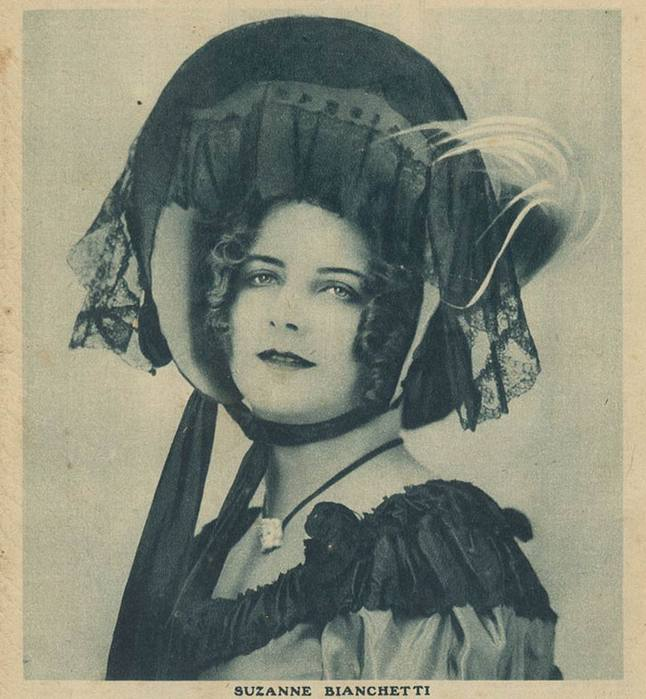
Suzanne Bianchetti

## Història
Aquest premi va ser creat pel guionista i actor René Jeanne (1887-1969), que aleshores era el director de l'Establiment Cinematogràfic dels Exèrcits, en memòria de la seva dona, Suzanne Bianchetti, morta el 1936 a l'edat de 47 any}.
El primer premi Suzanne Bianchetti es va atorgar el 1937 a Junie Astor (1912-1967) pel seu paper a la pel·lícula Club de femmes. El premi té la forma d'un medalló adornat amb el retrat de Suzanne Bianchetti.
Roger Dumas és l'únic home que ha rebut el premi Suzanne-Bianchetti, el 1959, per la seva actuació a la pel·lícula Rue des prairies.

## Llista de premiats
- 1937 : Junie Astor[2]
- 1938 : Janine Darcey[4]
- 1939 : Sylvia Bataille
- 1940 : Micheline Presle
- 1947 : Simone Signoret
- 1948 : Odile Versois
- 1949 : Arlette Thomas
- 1950 : Christiane Lénier
- 1951 : Nadine Alari
- 1952 : Nadine Basile[5]
- 1953 : Etchika Choureau[5]
- 1954 : Marina Vlady
- 1955 : Geneviève Kervine
- 1956 : Annie Girardot
- 1957 : Anne Doat[6]
- 1958 : Pascale Petit
- 1959 : Roger Dumas[3][7]
- 1960 : Perrette Pradier
- 1961 : Renée-Marie Potet
- 1962 : Corinne Marchand
- 1963 : Marie Dubois[8]
- 1964 : Colette Castel
- 1965 : Macha Méril
- 1966 : Geneviève Bujold
- 1967 : Caroline Cellier
- 1968 : Danièle Évenou
- 1970 : Ludmila Mikaël
- 1972 : Bulle Ogier
- 1974 : Isabelle Adjani
- 1976 : Isabelle Huppert
- 1980 : Dominique Laffin
- 1987 : Juliette Binoche[9]
- 1988 : Marianne Basler
- 1990 : Dominique Blanc
- 1991 : Anouk Grinberg
- 1993 : Charlotte Kady
- 1994 : Isabelle Carré[10]
- 1995 : Clotilde Courau
- 1996 : Sandrine Kiberlain
- 1998 : Virginie Ledoyen
- 2000 : Audrey Tautou
- 2001 : Barbara Schulz
- 2002 : Françoise Gillard
- 2003 : Mélanie Doutey
- 2004 : Sara Forestier i Sophie Quinton
- 2005 : Chloé Lambert
- 2006 : Nathalie Boutefeu
- 2007 : Déborah François
- 2008 : Clotilde Hesme
- 2009 : Àstrid Bergès-Frisbey
- 2010 : Élodie Navarre
- 2011 : Anaïs Demoustier[11]
- 2012 : Marie Kremer
- 2013 : Pauline Étienne
- 2014 : Adèle Haenel
- 2015 : Marine Vacth
- 2016 : Camille Cottin
- 2017 : Suliane Brahim[12]
- 2018 : Camélia Jordana
- 2019 : Rebecca Marder
- 2020: Mame Bineta Sane[13]
- 2021: Céleste Brunnquell[14]
- 2022: Luàna Bajrami[15]
- 2023: Mallory Wanecque[16]